# 29 Capricorni
29 Capricorni är en pulserande variabel av halvregelbunden typ (SR) i stjärnbilden Stenbocken.
29 Capricorni har visuell magnitud +5,29 och varierar utan någon fastställd amplitud eller period. Den befinner sig på ett avstånd av ungefär 610 ljusår.